# Округ Талбот (Мериленд)
Талбот (енгл. Talbot County) је округ у америчкој савезној држави Мериленд.

## Демографија
По попису из 2010. године број становника је 37.782, што је 3.97 (11,7%) становника више него 2000. године.
| Група             | 2000.          | 2010.          |
| Белци             | 27.456 (81,2%) | 29.829 (79,0%) |
| Афроамериканци    | 5.193 (15,4%)  | 4.829 (12,8%)  |
| Азијати           | 270 (0,8%)     | 472 (1,2%)     |
| Хиспаноамериканци | 615 (1,8%)     | 2.073 (5,5%)   |
| Укупно            | 33.812         | 37.782         |